# Дімітріс Контумас
Дімітріс Контумас (грец. Δημήτρης Κοντούμας, 1946, Афіни) — грецький дипломат. Надзвичайний і Повноважний Посол Греції в Україні.

## Біографія
Народився в 1946 році в місті Афіни. У 1973 закінчив Афінський університет, правознавець.
З 1973 по 1975 — аташе в МЗС Греції.
З 1975 по 1978 — третій секретар генерального консульства Греції у Стамбулі.
З 1978 по 1981 — другий, перший секретар посольства Грецької Республіки в Нікосії на Кіпрі.
З 1981 по 1984 — генеральний консул Грецької Республіки в Ганновері, Німеччина.
З 1984 по 1985 — радник Посольства Греції в Німеччині.
З 1985 по 1991 — співробітник постійного представництва Греції при ЄС.
З 1991 по 1994 — працював в Міністерстві закордонних справ Греції.
З 1994 по 1995 — повноважний міністр 2-го класу.
З 1995 по 1998 — міністр-радник посольства Греції в Німеччині.
З 1998 по 2002 — Надзвичайний і Повноважний Посол Греції в Києві, Україна.